# Orestes (romare)
Orestes, död 28 augusti 476, var en romersk fältherre och politiker, son till Tatulus från Pannonien. Han började sin bana som Attilas sekreterare, men gick efter dennes död (453) i västromerske kejsarens tjänst. Han fick rikets högsta värdighet såsom "romersk patricier" (samt anförare för de icke-romerska trupperna) och uppsatte 475 sin son Romulus Augustulus som västromersk kejsare. Han höll dock inte sina löften till trupperna, och de valde  Odovakar till ny befälhavare. Han drog sig då tillbaka till Pavia, men Odovakar intog staden, avrättade Orestes, och tvingade Augustulus att abdikera, en händelse som ofta ses som slutet på Västrom.